# مونيكا مان
مونيكا مان (بالألمانية: Monika Mann)‏ (و. 1910 – 1992 م) هي كاتِبة، وكاتبة سير ذاتية ألمانية، ولدت في ميونخ، توفيت في ليفركوزن، عن عمر يناهز 82 عاماً.